# Fundació Ramon Llull
|  | No s'ha de confondre amb Institut Ramon Llull o Federació Llull. |

La Fundació Ramon Llull és una fundació de dret andorrà amb seu a Encamp (Principat d'Andorra) que té com a finalitat la promoció en el món de la llengua i la cultura catalana.

## Història
Inicialment era constituïda per l'Institut Ramon Llull, consorci amb seu a Barcelona i a Palma, pel Govern d'Andorra, el Consell General dels Pirineus Orientals i l'Ajuntament de l'Alguer. El Cap de Govern d'Andorra, Albert Pintat, n'era el President. El ministre portaveu, de desenvolupament econòmic, turisme, cultura i universitats d'Andorra, Juli Minoves, n'era vicepresident juntament amb el Conseller de la Vicepresidència de la Generalitat de Catalunya, Josep Lluís Carod-Rovira que també n'ostentava la vicepresidència.
La Fundació va ser creada a la Biblioteca noble de la Casa d'Areny Plandolit a Ordino (Principat d'Andorra) el darrer dia del mes de març del 2008 per Juli Minoves, representant Andorra, Josep Lluís Carod-Rovira representant Catalunya i el conseller de Presidència Francesc Moragues representant les Illes Balears. La reunió fundacional d'Ordino seguia la trobada dels mateixos representants d'Andorra i Catalunya al Monestir de Cura (Mallorca) a finals del 2007 on, a iniciativa del President Antich, es va signar un document històric proclamant la voluntat conjunta de les Illes Balears, Catalunya i l'Estat andorrà de crear la Fundació. El dia 15 de gener de l'any 2009 hi van ingressar l'Ajuntament de l'Alguer, el Consell dels Pirineus Orientals i la Xarxa de Ciutats Valencianes. A la Xarxa de Ciutats Valencianes Ramon Llull s'inclouen ajuntaments de ciutats valencianes com Gandia, Xeresa, Sueca, Alginet, Morella o Xixona.

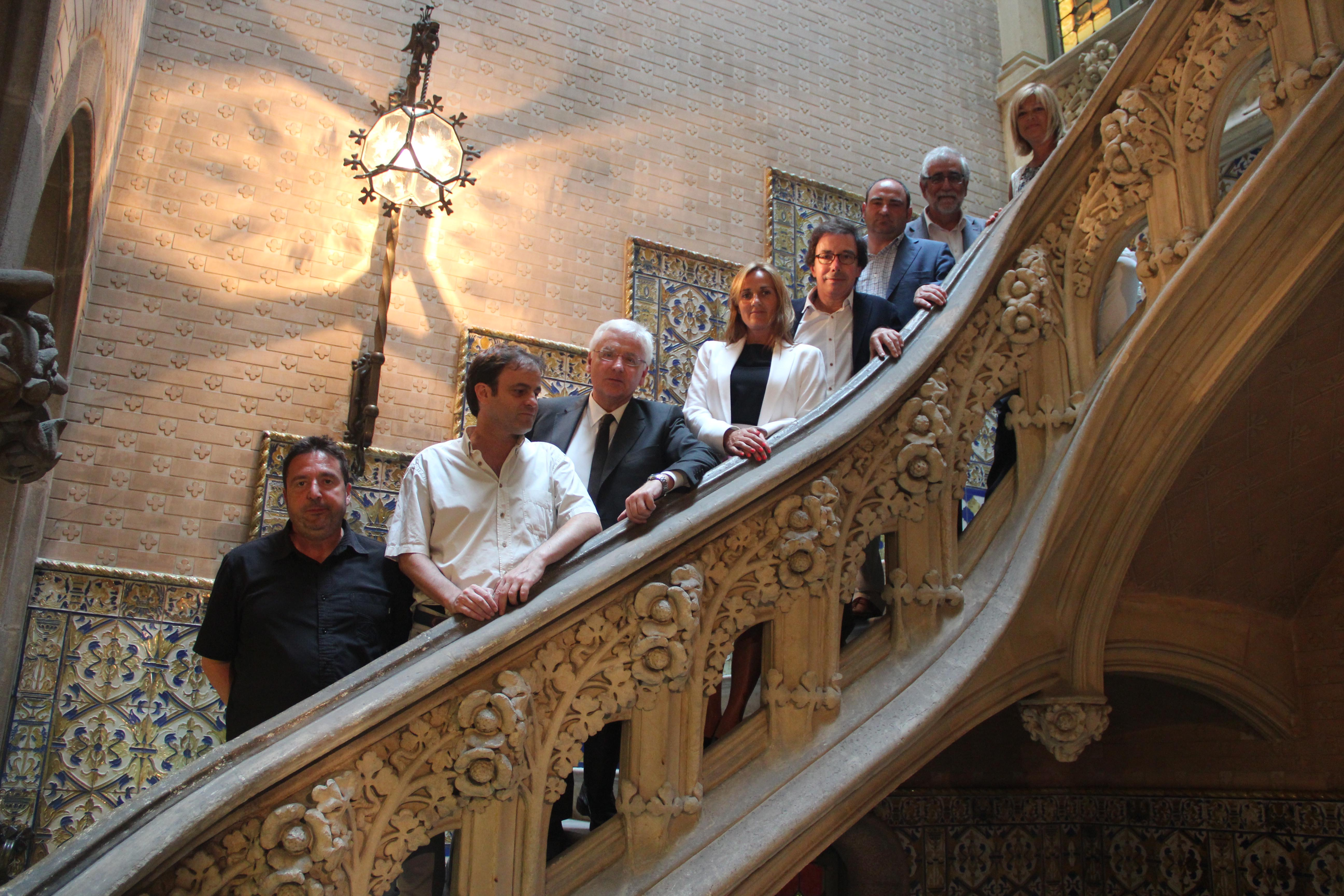
El Patronat de la Fundació Ramon Llull el 2015

El 2013 hi va ingressar la Xarxa de Municipis i Entitats Balears pel Ramon Llull, on s'inclouen ajuntaments de ciutats com Artà, Manacor, Pollença o Valldemossa.
El 2014 l'Institut Ramon Llull ha modificat els seus estatuts i ha esdevingut un consorci entre la Generalitat de Catalunya i l'Ajuntament de Barcelona, el que ha fet que aquesta ciutat també formi part de la Fundació Ramon Llull. El director de la fundació és el Sr. Vicenç Villatoro.

## Guardons
La Fundació Ramon Llull va lliurar el 18 de desembre del 2012 a la Casa-Museu Areny Plandolit els seus primers premis. El novembre del 2013 es van lliurar els segons premis a l'Auditori Nacional d'Ordino. El 28 de novembre del 2014 es va fer el lliurament de la tercera edició. El 26 de novembre del 2015 es van lliurar els premis de la quarta edició. L'11 de novembre del 2016 va tenir lloc el lliurament de la cinquena edició dels premis. El 30 de novembre del 2017 es van lliurar els sisens premis. El 23 de novembre del 2018 s'ha fet el lliurament de la setena edició dels premis.

### Premis internacionals Ramon Llull

#### Premi Ramon Llull a la Promoció Internacional de la Creació Catalana
El primer guardó és el Premi Ramon Llull a la Promoció Internacional de la Creació Catalana, destinat a distingir una persona o institució que hagi organitzat un projecte que promou un important artista català a escala internacional. El premi era honorífic i incloïa l'obsequi d'una litografia d'Antoni Tàpies, fins al 2016. Des del 2017 té dotació econòmica de 4.000 €.
- 2012

Ha estat lliurat al Sr. Peter Murray, director del YSP, en reconeixement de l'exposició dedicada a l'escultor Jaume Plensa, entre l'abril del 2011 i el gener del 2012.
- 2013

Ha estat lliurat a la flautista nord-americana Sra. Sato Moughalian, directora artística del Perspectives Ensemble, en reconeixement de la promoció internacional dels creadors catalans per la difusió de la música catalana a Nova York i als Estats Units d'Amèrica en general i pel seu paper en el Centenari Xavier Montsalvatge l'any 2012. El premi és honorífic i inclou l'obsequi d'una litografia d'Antoni Tàpies.
- 2014

Ha estat lliurat a la Sra. Maria Bota, per la seva tasca en la direcció del Salisbury International Arts Festival que va centrar la seva programació de 2013 en la cultura catalana i va comptar amb més de 25 propostes que es van presentar sota el lema “The festival celebrates the vibrant arts of Catalunya”, així com pel seu compromís i sensibilitat en la manera de mostrar la cultura catalana al públic anglosaxó.
- 2015

Ha estat lliurat al Sr. Claes Karlsson, de Stockholm. Se li dona el premi per l'acollida i l'interès demostrat per la cultura catalana de forma sostinguda en els darrers anys i que conclou el 2014 amb Barcelona com a Guest City del Stockholm Kultur Festival, un projecte liderat pel senyor Karlsson que té un important component de col·laboració i intercanvi entre artistes catalans i suecs.
- 2016

Atorgat al Sr. Alfred Konijnenbelt, en reconeixement de la projecció exterior i a la visibilitat que ha donat en l'àmbit internacional de la cultura catalana mitjançant la programació de companyies i grups catalans a l'Spoffin Festival a la ciutat holandesa d'Amersfoort.
- 2017

Ha estat lliurat al Sr. Manuel Llanes en reconeixement de la diversitat de gèneres que programa i la difusió de la cultura catalana des de fa molts anys al nivell més alt als espais de programació que gestiona a la ciutat de Sevilla.
- 2018

Atorgat a la Sra. Maria M. Delgado en reconeixement del seu treball transversal, que engloba des de la creació en el món acadèmic fins al vessant cinematogràfic, passant per l'àmbit teatral, i una tasca sostinguda de divulgació de la creació catalana contemporània mitjançant col·laboracions amb organitzacions, publicacions i festivals de prestigi internacional.
- 2019

Atorgat al Sr. Michael Mason, director de l’Smithsonian Folklike Festival, en reconeixement de la projecció de la cultura catalana que va suposar l'exposició a l’Smithsonian Center for Folklike and Cultural Heritage, amb atenció especial als seus aspectes més populars

#### Premi Ramon Llull de Traducció Literària
El segon guardó és el Premi Ramon Llull de Traducció Literària, que té com a objectiu distingir la millor traducció a una altra llengua d'una obra de literatura catalana i està dotat amb 4.000 euros.
- 2012

En aquesta primera edició, el guanyador ha estat Bernard Lesfargues, per la seva traducció de Mirall Trencat de Mercè Rodoreda, que ha estat publicada el 2011 per edicions Autrement, amb el títol Miroir brisé.
Per als dos primers guardons, la del 2012 era la primera edició.
- 2013

Stefania Maria Ciminelli per la seva traducció de Jo confesso de Jaume Cabré a l'italià, que ha estat publicada el 2012 per l'editorial Rizzoli.
- 2014

Peter Bush en reconeixement de la seva traducció a l'anglès de l'obra El Quadern Gris de Josep Pla, publicat per l'editorial The New YorK Review of Books.
- 2015

Anna Sawicka en reconeixement de la seva traducció al polonès de l'obra Les veus del Pamano de Jaume Cabré, publicat per l'editorial Marginesy.
- 2016

Kirsten Brandt en reconeixement de la seva traducció a l'alemany de l'obra Incerta glòria de Joan Sales, publicat per Hansen.
- 2017

Jana Balacciu Matei en reconeixement de la seva traducció al romanès de l'obra Llibre de Meravelles de Ramon Llull, publicat per l'editorial Meronia
- 2018

Artur Guerra en reconeixement de la seva traducció al portuguès del segon volum de l'obra Tirant lo Blanc de Joanot Martorell. Els 3 volums han estat publicats per l'editorial Documenta.
- 2019

Annie Bats ha estat reconeguda per la seva traducció al francès de l’obra Llefre de tu de Biel Mesquida, publicat per l'editorial Yvon Lambert.

#### Premi Internacional Ramon Llull de Catalanística i Diversitat Lingüística
El tercer guardó, en canvi, era la 22 edició del Premi Internacional Ramon Llull, destinat a reconèixer la trajectòria d'una persona o institució en la difusió exterior de la llengua i cultura catalanes. Fins ara, aquest premi el convocaven l'Institut Ramon Llull i la Fundació Congrés de Cultura Catalana. A partir de l'edició del 2012, la Fundació Ramon Llull substitueix l'Institut Ramon Llull. La dotació és de 8.000 euros, pagats a mitges per les dues institucions, fins al 2016. A partir del 2017 la dotació és de 6.000 €.
- 2012

El premi ha estat atorgat al lingüista alemany Georg Kremnitz, professor emèrit de l'Institut de Romàniques de la Universitat de Viena, pel conjunt de la seva trajectòria.
- 2013

23è Premi Internacional Ramon Llull, atorgat al lingüista britànic Max Wheeler, catedràtic emèrit en lingüística a la Universitat de Sussex, pel conjunt de la seva trajectòria.
- 2014

Ha estat lliurat a Juan Carlos Moreno Cabrera, lingüista espanyol, catedràtic de Lingüística General en el Departament de Lingüística, Llengües Modernes, Lògica i Filosofia de la Ciència de la Universitat Autònoma de Madrid.
- 2015

El premi ha estat atorgat al Sr. Philip D. Rasico, lingüista nord-americà (Indianapolis, 1952), professor de lingüística i filologia catalana i castellana a les universitats d'Indiana (1981-82) i de New Hampshire (1982-84), i a la Universitat de Vanderbilt (Nashville, Tennessee) des del 1984, pel seu treball constant en l'estudi i difusió de la llengua catalana en les seves diferents varietats.
- 2016

Ha estat lliurat a Kathryn A. Woolard pel seu treball constant en l'estudi de l'antropologia lingüística, sobretot de les ideologies lingüístiques, de la política lingüística espanyol-anglès als Estats Units, de les relacions entre llengua i ideologia a l'Espanya dels inicis de l'època moderna i sobretot de la situació sociolingüística de Catalunya.
- 2017

El premi s'ha atorgat al Sr. Jon Landáburu Illarramendi per la seva feina de promoció del coneixement, l'ensenyament i la difusió de la diversitat lingüística i especialment de les llengües ameríndies.
- 2018

Ha estat lliurat al Sr. Christer Laurén per la seva contribució continuada a l'estudi i a la implementació de la immersió lingüística, la promoció de les llengües minoritzades com a eines de cohesió social en l'àmbit educatiu, i la difusió dels programes d'immersió lingüística catalans i internacionals.
- 2019

S'ha atorgat al Sr. Ko Tazawa, traductor d’obres d’autors catalans al japonès i traductor de Yukio Mishima al català, i iniciador dels estudis de catalanística al Japó, valorat especialment la seva tasca com a formador d’experts en catalanística al Japó.